# Czekołdy
Czekołdy – wieś w Polsce położona w województwie podlaskim, w powiecie monieckim, w gminie Mońki. 
W latach 1975–1998 miejscowość administracyjnie należała do województwa białostockiego.
Nazwa pochodzi od historycznego właściciela - bojara litewskiego o imieniu Czokołd. Przed wojną siedziba szkoły powszechnej. W czasie II wojny światowej miejsce ukrywania się ludności żydowskiej, w większości zgładzonej w pobliskim Trzciannem.
Wierni kościoła rzymskokatolickiego należą do parafii NMP Królowej Polski w Boguszewie.